# Hoplismenus praeruptus
Hoplismenus praeruptus là một loài tò vò trong họ Ichneumonidae.